# Ubirr
Koordinaten: 12° 24′ 34,1″ S, 132° 57′ 33,4″ O

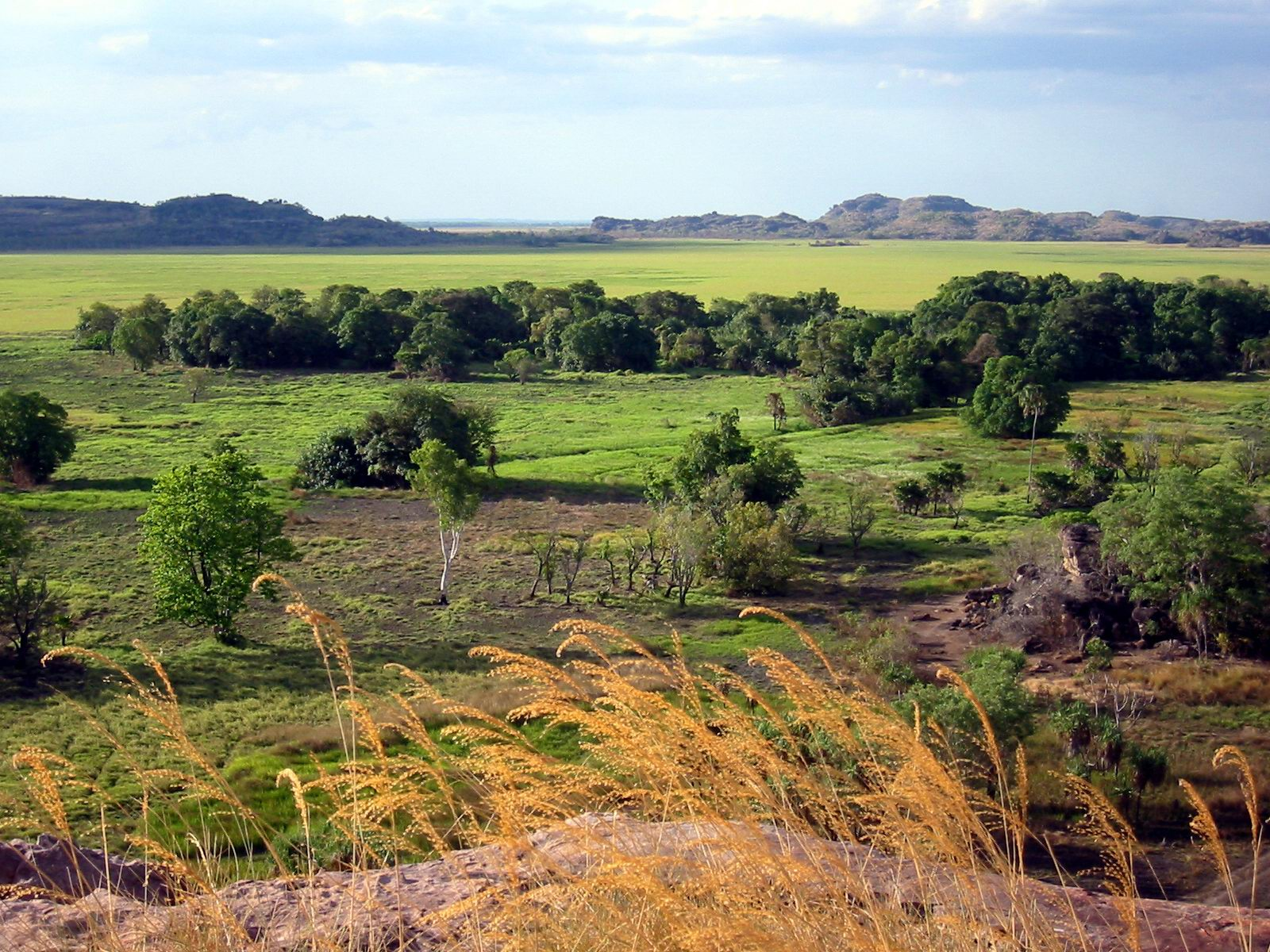
Ubirr, Landschaft im Kakadu-Nationalpark

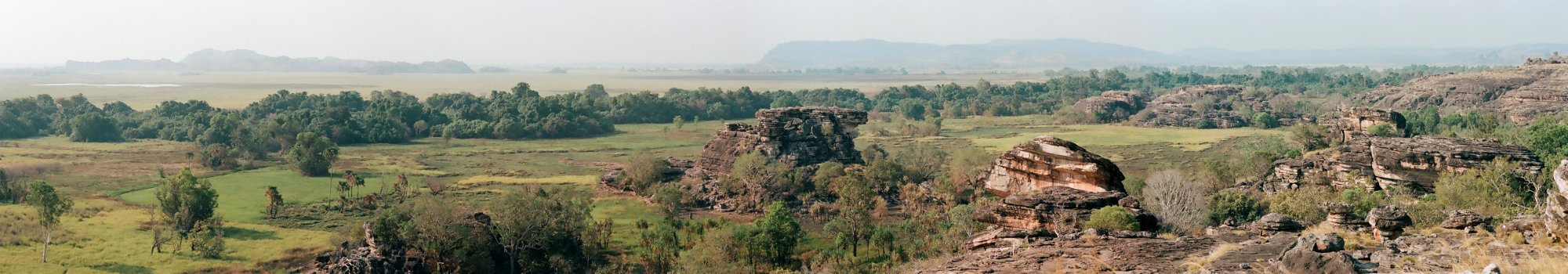
Ubirr Panorama Ausblick 30. Juni 2012

Die Felsformation Ubirr befindet sich am Rande der Nadab floodplain im Arnhemland innerhalb des Kakadu-Nationalparks im Norden von Australien. An den Felsen befinden sich bedeutende Aborigine-Felszeichnungen. Die Felsmalereien können von einem Parkplatz aus über einen nur ein Kilometer langen Rundweg besichtigt werden. Die Hauptgalerie ist auch für Gehbehinderte zu erreichen.
Ubirr selbst ist etwa 40 Kilometer von Jabiru entfernt und man erreicht sie über eine asphaltierte Straße. Allerdings kann diese Straße in der Regenzeit zeitweilig geschlossen sein. 
Die meisten der Gemälde in der Hauptgalerie stammen aus der Süßwasserperiode und sind größtenteils im Röntgenstil gemalt. Hier werden Nahrungsressourcen der Aborigines dargestellt, zum Beispiel Barramundi, Wels, Saratoga, Waran, Schlangenhalsschildkröten und Wallabys. Beuteltiere sind die häufigsten Motive in der Kunst der Aborigines. Eine zweite Periode, die hier zu sehen ist, bezeichnet man als den Kontaktstil. Die Figuren entstanden unter anderem in der Büffeljagdzeit um die Jahrhundertwende und stellen Jagdszenen und Begegnungen mit „Weißen Jägern“ dar.
Mehrere Meter über dem Boden befindet sich die Zeichnung eines Beutelwolfes, einer heute als ausgestorben geltenden Art, welche das größte fleischfressende Beuteltier der Neuzeit war.

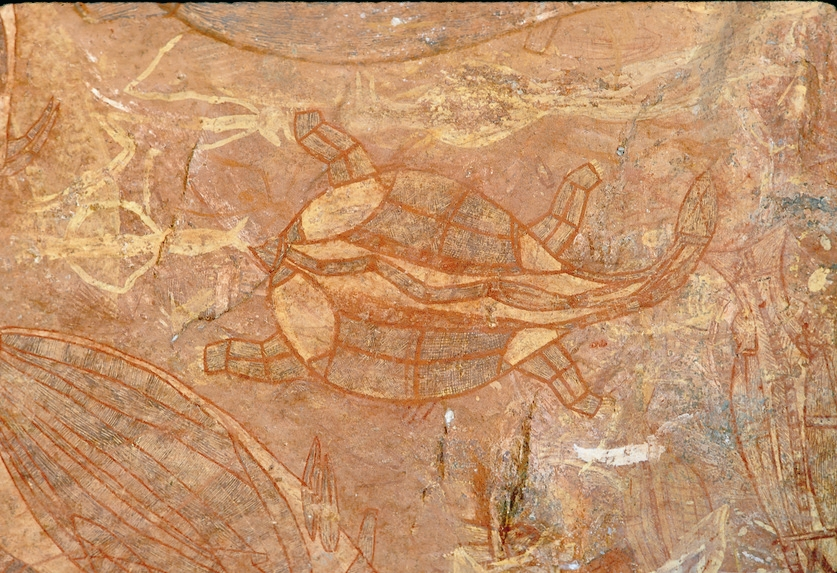
Felszeichnung einer Schildkröte am Ubirr
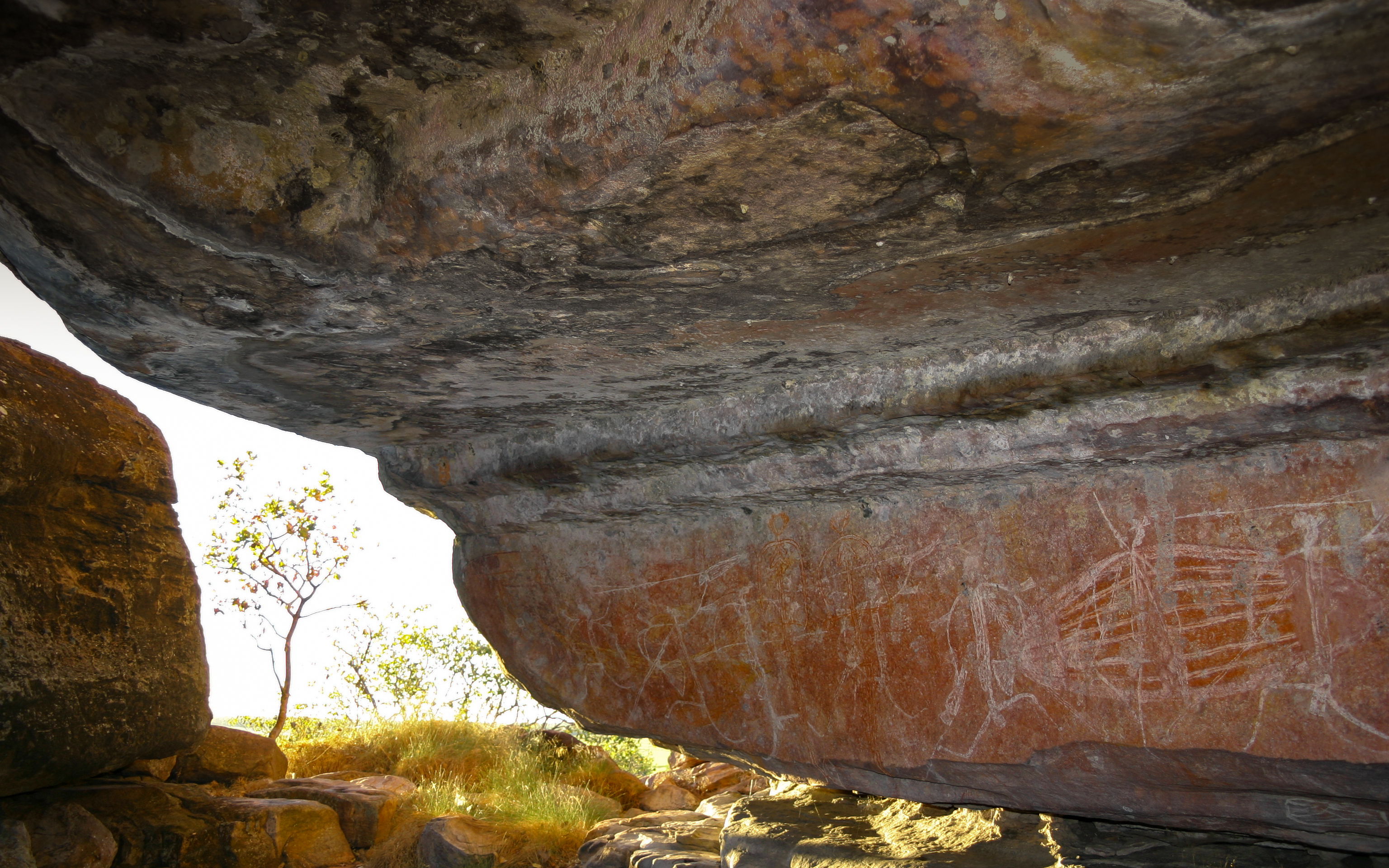
Jagdszene
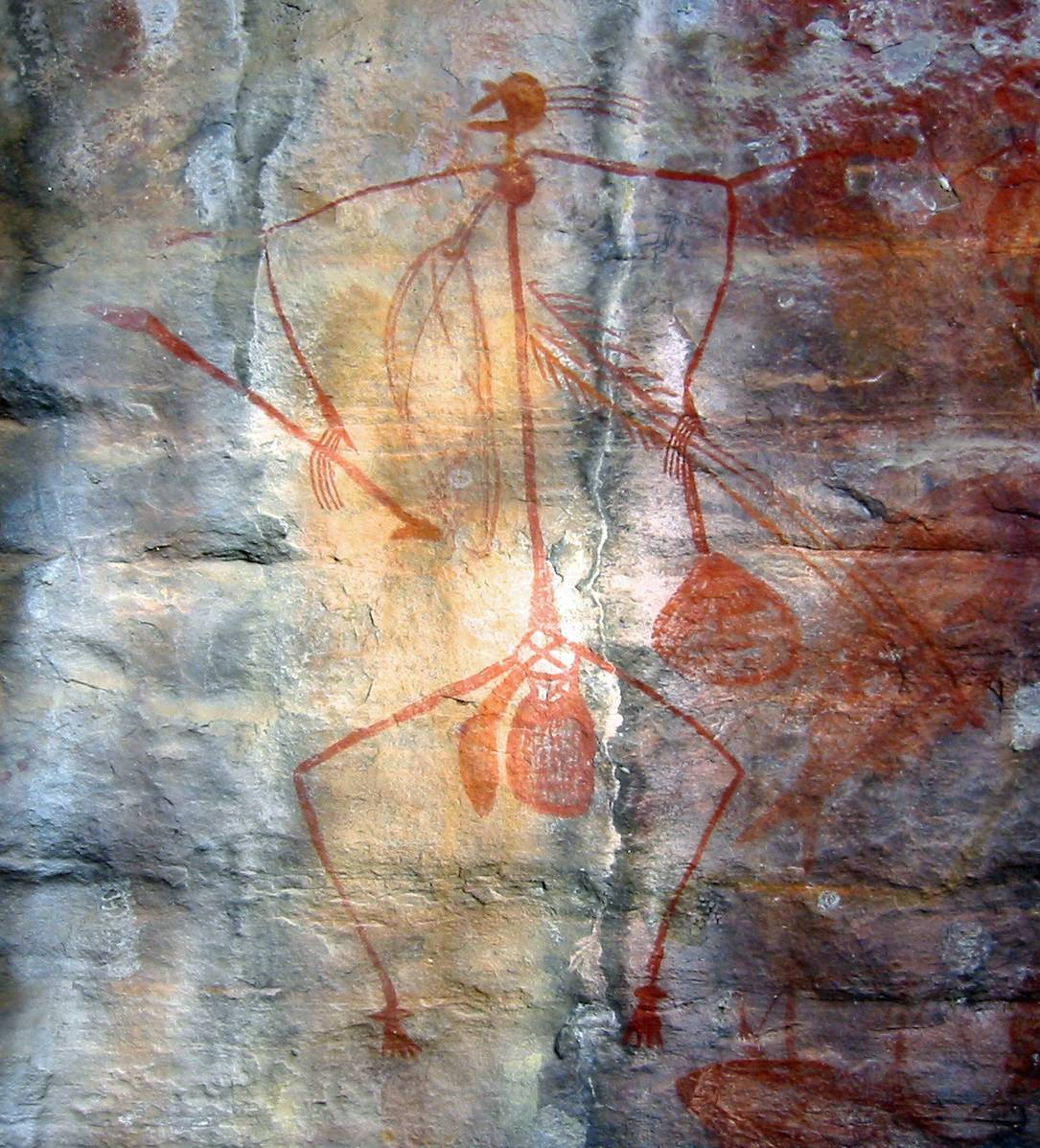
Jäger
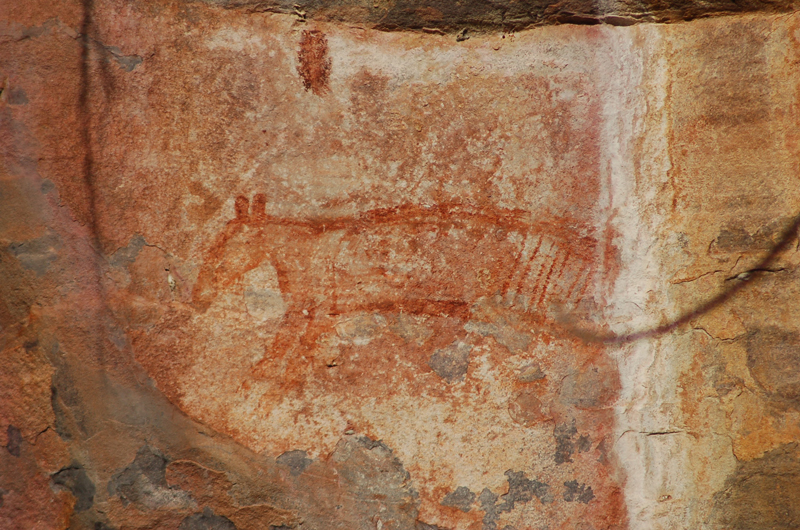
Zeichnung des Beutelwolfes
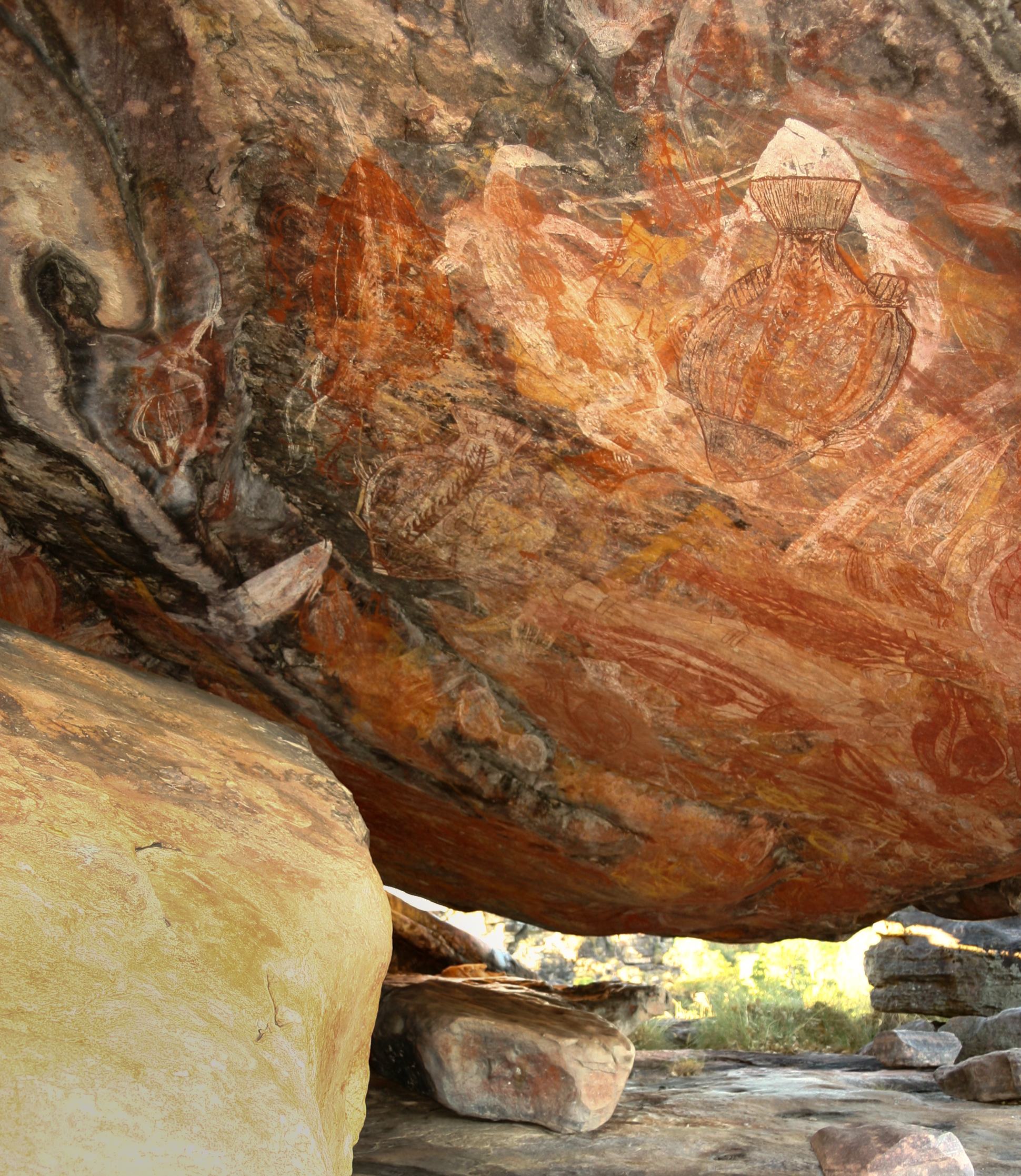
Fische